# Cristian Rodríguez
Cristian Gabriel Rodríguez Barrotti (Juan Lacaze, Colonia, 30 de septiembre de 1985), también conocido como Cebolla Rodríguez, es un exfutbolista uruguayo. Se desempeñaba como mediocampista y su último club fue el Club Plaza Colonia de Deportes de la Primera División de Uruguay.
Actualmente juega de forma amateur en un club de su ciudad natal, el Club Atlético Independiente de la Liga de Fútbol de Juan Lacaze.
Tiene 27 trofeos en su haber, siendo el jugador con más títulos en la historia de Uruguay, habiéndose proclamado campeón 10 veces en Peñarol, 10 en Oporto, 4 en Atlético de Madrid, 1 en París Saint-Germain y 1 con la selección de Uruguay, siendo internacionales 3 de estos trofeos.
Nació futbolísticamente en Peñarol, debutando en el año 2002 y fue campeón de Uruguay al año siguiente, en el 2003.
En 2005 dio el salto a Europa al ser transferido al París Saint-Germain, donde ganó un único título, la Copa de Francia de 2006. De cara a la temporada 2007-08 fue traspasado al Benfica durante el verano de 2007. En 2008, fichó por el Oporto consiguiendo la Primeira Liga, la Taça de Portugal y la Supercopa de Portugal en tres ocasiones cada una, así como la UEFA Europa League en 2011. Al año siguiente fue transferido al Atlético de Madrid donde consiguió la Supercopa de Europa 2012, la Copa del Rey 2012-13, la Liga Española 2013-14 y la Supercopa de España 2014.
Ha sido internacional con la selección de Uruguay en 110
ocasiones y convirtió 16 goles. Fue parte de los planteles en los Mundiales 2014 y 2018. Ha participado en cuatro ediciones (2004, 2007, 2011 y 2015) de la Copa América proclamándose campeón en el año 2011, su único título con la selección. También participó en la Copa Confederaciones 2013.

## Trayectoria
Debut en Uruguay
Debutó como futbolista en 2002 en Peñarol con quien consiguió el Torneo Clasificatorio de ese año, el Torneo Clausura y el Campeonato Uruguayo en 2003 convirtiendo 3 goles en dicha temporada. Al año siguiente, convirtió 6 goles en la temporada y ganó la Liguilla Pre Libertadores de América de 2004, convirtiendo el primer tanto en el primer partido de dicha competencia frente a Tacuarembó.
El salto a Europa
En 2005 fue transferido al París Saint-Germain, en un traspaso que causó polémica debido a que fue declarado en rebeldía por parte de Peñarol por entender que todavía tenía contrato con el club. En la primera temporada que pasó en el club parisino consiguió ganar la Copa de Francia en 2006. Para la temporada 2007-08, fue fichado por el Benfica de Portugal, donde convirtió 9 goles en 36 partidos.

### Oporto
Pasó al año siguiente al Oporto, donde permaneció hasta 2012, consiguiendo ocho títulos nacionales y una UEFA Europa League en la temporada 2010-11. Durante su estancia en el Oporto se vio envuelto en un incidente el 20 de diciembre de 2009. Según fue denunciado, Cristian junto con Săpunaru, Hélton, Hulk y Fucile agredieron a dos guardias de seguridad en el túnel del Estádio da Luz tras la derrota por uno a cero ante el Benfica. Más de cuatro años después, la justicia portuguesa condenó al jugador a pagar 45.000 euros.
En el mercado de fichajes de 2012 fue transferido al Atlético de Madrid, firmando un contrato para 4 años de servicio, ocupando la posición de extremo izquierdo.

### Atlético de Madrid

#### Primeros títulos
Debutó con el Atlético de Madrid el 19 de agosto de ese año en el empate a uno ante el Levante, correspondiente a la primera jornada de Liga. Tras disputarse las dos primeras jornadas de Liga, el Atlético de Madrid tuvo que disputar la Supercopa de Europa el 31 de agosto de 2012. Al haber sido el campeón de la Europa League en la temporada 2011-12, se enfrentó al Chelsea que era el campeón de la Liga de Campeones 2012. En la final, aunque no fue titular, entró al campo en el minuto 56 sustituyendo a Adrián y pudo participar en la victoria por cuatro goles a uno y así conseguir su primer título como rojiblanco.
Tres semanas después, el 20 de septiembre, anotó su primer gol con la camiseta del Atlético de Madrid abriendo el marcador en la victoria por cero a tres correspondiente al primer partido de la fase de grupos de la Europa League ante el Hapoel Tel Aviv. En la competición europea, el Atlético de Madrid no realizó un papel destacable y quedó eliminado en la primera ronda tras la fase de grupos.
En cambio, en la Copa del Rey el club se clasificó para la final que se disputó el 17 de mayo de 2013 en el Estadio Santiago Bernabéu ante el Real Madrid. En dicha final se llegó al final de los 90 minutos reglamentarios con empate a uno y tuvo que disputarse la prórroga. En el minuto 98, Miranda anotó el gol que hizo el uno a dos. Cuando quedaban 9 minutos para el final, Cristian Rodríguez ingresó en sustitución de Arda Turan y de esta manera pudo disfrutar desde el campo de la obtención de un nuevo título.
En la competición liguera, el Atlético de Madrid mostró una gran regularidad que le llevó a terminar la Liga en tercera posición y conseguir así el objetivo marcado al principio de la temporada: la clasificación para la Liga de Campeones.

#### Campeón de Liga
Durante la temporada 2013-14 el número de minutos disputados por Cristian Rodríguez se fue reduciendo con respecto a la temporada anterior. Esta ausencia de minutos provocó que el jugador, en una entrevista, anunciara su intención de abandonar el club al finalizar la temporada.
Durante esa temporada el Atlético de Madrid estuvo peleando por conseguir el título liguero. No fue hasta la última jornada en la que se enfrentó al Barcelona, segundo clasificado y al que le sacaba tres puntos, en el Camp Nou, en la que se decidió todo. Debido a que el partido de la primera vuelta había terminado en empate, si el Barcelona ganaba ese partido se proclamaba campeón mientras que al Aleti le bastaba con empatar. Cristian Rodríguez no pudo ir convocado debido a una lesión y el partido finalizó con empate a uno. De esta manera, el futbolista consiguió su primer título liguero en España.
En la Liga de Campeones el Atlético de Madrid se clasificó para jugar la final por segunda vez en su historia. El partido se disputó el 24 de mayo en Lisboa frente al Real Madrid. El Atlético de Madrid se adelantó en la primera parte pero en el tiempo de descuento de la segunda parte Sergio Ramos anotó el empate a la salida de un córner. En la prórroga, el Real Madrid se mostró más fuerte y anotó tres goles más dejando el resultado final en cuatro a uno. Las lágrimas de Cristian Rodríguez tras el gol del empate que forzaba la prórroga fueron una de las imágenes del partido.
Al comienzo de la temporada 2014-15 el Atlético de Madrid se proclamó campeón de la Supercopa de España. Cristian Rodríguez apenas jugó 5 minutos en el partido de vuelta pero gracias a este título se convirtió en el jugador uruguayo que más títulos ha conseguido considerando títulos de liga y torneos oficiales internacionales.

### Parma
Durante el mercado de invierno de la temporada 2014-15, debido a los pocos minutos con los que estaba contando, fue cedido al Parma hasta el final de la temporada. Debutó con el equipo el 25 de enero de 2015 en la derrota por uno a dos ante el Cesena. Rodríguez abandonó el equipo rojiblanco con la intención de jugar más minutos pero en Parma se encontró una difícil situación. El club se encontraba con problemas de pago y los jugadores no cobraban sus nóminas. Por este motivo varios partidos fueron suspendidos y, ante la imposibilidad de jugar y cobrar, el jugador abandonó el club tras tan sólo 6 partidos disputados.

### Grêmio
El 9 de marzo fue anunciada su cesión al Grêmio de Porto Alegre por tres meses. Tras dos meses en el equipo brasileño, el 8 de mayo Rodríguez rescindió su contrato debido sus constantes lesiones, habiendo disputado sólo 80 minutos en ese tiempo.

### Independiente
El 24 de julio se anunció el fichaje del Cebolla por Independiente. Debutó con el Rojo el 15 de agosto en la vigésima jornada de Liga frente a Defensa y Justicia. Rodríguez saltó al campo en el minuto 59 en sustitución de Matías Pisano en la victoria de su equipo por uno a cero. Anotó su primer gol con el club argentino en la victoria por dos a uno ante Nueva Chicago el 19 de septiembre en la vigesimoquinta jornada de Liga.

### Vuelta a Peñarol
Retornó a Peñarol a comienzos del 2017, donde obtuvo el Campeonato Uruguayo 2017, siendo el goleador del equipo con 16 goles, entre ellos marcó muchos importantes, como por ejemplo en la segunda parte de la temporada le convirtió un gol a Nacional en el clásico del Torneo Clausura 2017 que sería triunfo 2 a 0, en la penúltima fecha de este torneo hizo dos goles frente a Cerro en un 4 a 0 que le daría el título a falta de un partido y además anotó el único gol en la final de la Tabla Anual frente a Defensor Sporting en el último minuto para ganar 1 a 0.

### Plaza Colonia y retiro
El 17 de abril de 2021 se anunciaría su fichaje por el Plaza Colonia de la primera división de Uruguay. Debutó con el club el 23 de mayo de 2021 frente a Montevideo City Torque en la segunda jornada de la Liga entrando al minuto 74 por Álvaro Fernández, ganando por el marcador de 1 a 0. Anotó su primer gol con el club el 12 de junio de ese año frente a Cerrito por al quinta jornada de la Liga, esto en el minuto 94 del segundo tiempo.
El 17 de enero del 2023, por medios oficiales anunciarían su retiro oficial del futbol profesional a sus 37 años, su último partido fue el 23 de octubre de 2022 por la decimoquinta jornada de la primera división de Uruguay contra Cerrito, saltaría al terreno al minuto 75 por Santiago Mederos.
Durante su carrera jugaría un total de 626 partidos, anotando 90 goles y dando 30 asistencias.

## Selección nacional

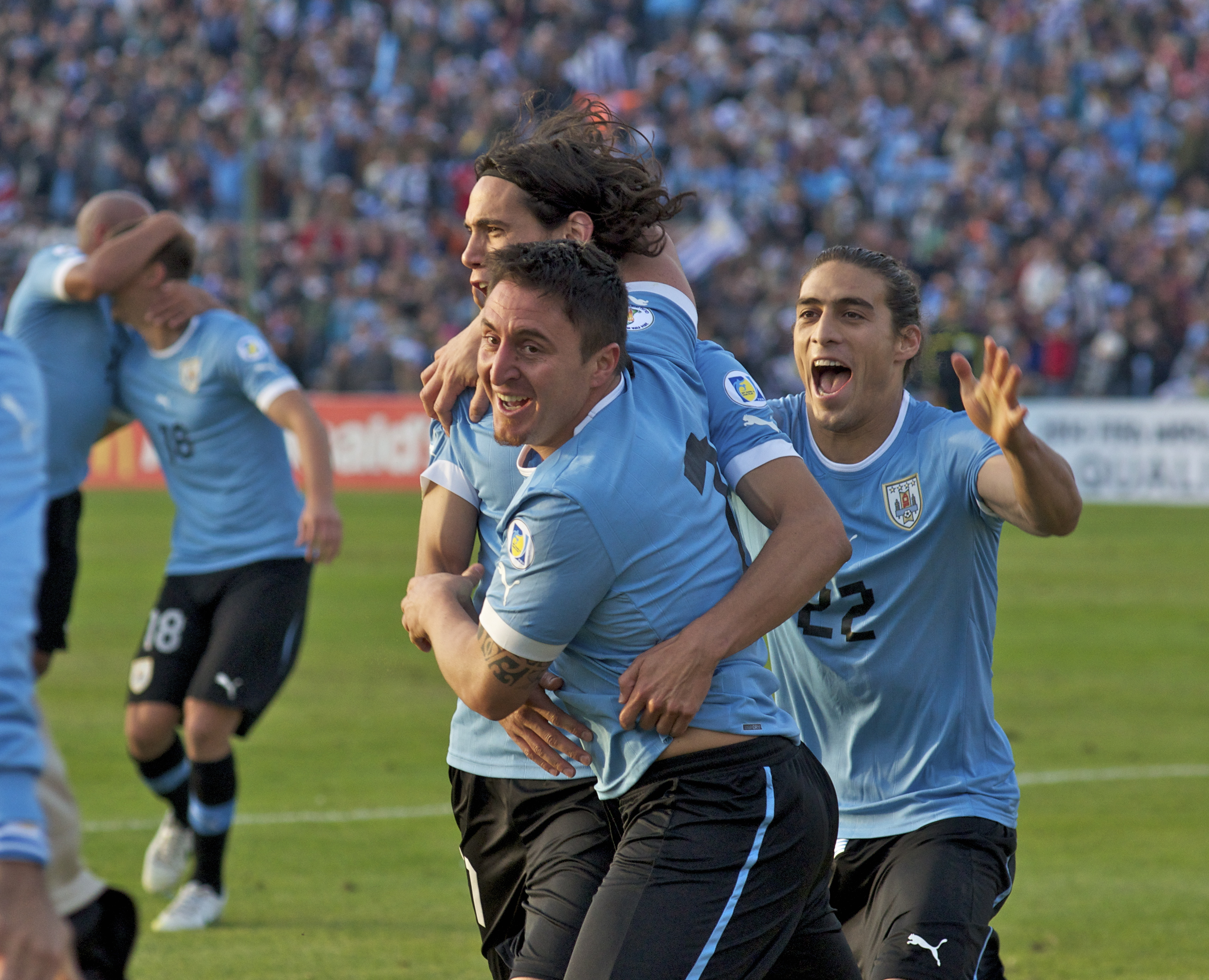
El "Cebolla" luego de anotar un gol con la Selección Uruguaya.

Ha sido internacional con la Selección de Uruguay en 104 partidos, anotando 11 goles y 8 asistencias. A pesar de jugar la mayoría de los partidos de las eliminatorias sudamericanas 2010, una suspensión de 4 partidos luego del encuentro frente a Argentina en la última fecha de las eliminatorias, lo dejó fuera del Repechaje frente a Costa Rica y provocó que no fuese tenido en cuenta por el entrenador de la selección para el Mundial 2010. Sin embargo, tras el campeonato mundial volvió a la selección y fue parte del plantel que consiguió la Copa América del año 2011 con la selección.
El 12 de mayo de 2014 el entrenador de la selección, Óscar Washington Tabárez, incluyó al cebolla en la lista provisional de 28 jugadores con los que inició la preparación para el Mundial 2014. Finalmente, el 31 de mayo se dio a conocer la lista definitiva de 23 en la que también se encontraba Rodríguez. Disputó el Mundial siendo titular en los 4 encuentros que disputó la Selección antes de caer eliminada en Octavos de final frente a Colombia.
El 23 de mayo de 2015 fue convocado para disputar su cuarta Copa América. En el primer partido Cristian fue titular ante Jamaica y anotó el único gol que dio la victoria a Uruguay. Al finalizar el encuentro fue elegido mejor jugador del partido. Uruguay se clasificó para cuartos de final donde cayó eliminada ante el anfitrión Chile, Cristian jugó en todos los partidos.

## Estadísticas

### Clubes
| Club                        | Año           | Liga          | Liga  | Liga  | Copas Nacionales | Copas Nacionales | Torneos Internacionales | Torneos Internacionales | Otros | Otros | Total | Total |
| Club                        | Año           | Div.          | Part. | Goles | Part.            | Goles            | Part.                   | Goles                   | Part. | Goles | Part. | Goles |
| --------------------------- | ------------- | ------------- | ----- | ----- | ---------------- | ---------------- | ----------------------- | ----------------------- | ----- | ----- | ----- | ----- |
| Peñarol · Uruguay           | 2002          | 1a            | 6     | 0     | —                | —                | —                       | —                       | 6     | 0     |       |       |
| Peñarol · Uruguay           | 2003          | 1a            | 21    | 2     | —                | —                | 0                       | 0                       | —     | 21    | 2     |       |
| Peñarol · Uruguay           | 2004          | 1a            | 28    | 3     | —                | —                | 9                       | 1                       | —     | 37    | 4     |       |
| Peñarol · Uruguay           | 2005          | 1a            | 0     | 0     | —                | —                | 1                       | 0                       | 3     | 0     | 4     | 0     |
| Peñarol · Uruguay           | Total         | Total         | 55    | 5     | —                | —                | 10                      | 1                       | 3     | 0     | 68    | 6     |
| Paris Saint-Germain Francia | 2005–06       | 1a            | 11    | 0     | 4                | 1                | —                       | —                       | 0     | 0     | 15    | 1     |
| Paris Saint-Germain Francia | 2006–07       | 1a            | 25    | 1     | 4                | 1                | 6                       | 0                       | 0     | 0     | 35    | 2     |
| Paris Saint-Germain Francia | 2007–08       | 1a            | 0     | 0     | 0                | 0                | —                       | —                       | 0     | 0     | 0     | 0     |
| Paris Saint-Germain Francia | Total         | Total         | 36    | 1     | 8                | 2                | 6                       | 0                       | 0     | 0     | 50    | 3     |
| Benfica (cedido) Portugal   | 2007–08       | 1a            | 24    | 6     | 4                | 1                | 8                       | 0                       | 0     | 0     | 36    | 7     |
| Benfica (cedido) Portugal   | Total         | Total         | 24    | 6     | 4                | 1                | 8                       | 0                       | 0     | 0     | 36    | 7     |
| Porto Portugal              | 2008–09       | 1a            | 29    | 6     | 4                | 0                | 10                      | 1                       | 2     | 0     | 45    | 7     |
| Porto Portugal              | 2009–10       | 1a            | 18    | 4     | 4                | 1                | 6                       | 0                       | 2     | 0     | 30    | 5     |
| Porto Portugal              | 2010–11       | 1a            | 13    | 1     | 2                | 0                | 11                      | 1                       | 2     | 0     | 28    | 2     |
| Porto Portugal              | 2011–12       | 1a            | 10    | 1     | 1                | 0                | 2                       | 0                       | 4     | 1     | 17    | 2     |
| Porto Portugal              | Total         | Total         | 70    | 12    | 11               | 1                | 29                      | 2                       | 10    | 1     | 120   | 16    |
| Atlético de Madrid · España | 2012–13       | 1a            | 33    | 1     | 8                | 0                | 6                       | 2                       | 1     | 0     | 48    | 3     |
| Atlético de Madrid · España | 2013–14       | 1a            | 20    | 1     | 7                | 0                | 10                      | 0                       | 2     | 0     | 39    | 1     |
| Atlético de Madrid · España | 2014–15       | 1a            | 6     | 0     | 2                | 1                | 2                       | 0                       | 1     | 0     | 11    | 1     |
| Atlético de Madrid · España | Total         | Total         | 59    | 2     | 17               | 1                | 18                      | 2                       | 4     | 0     | 98    | 5     |
| Parma (cedido) · Italia     | 2014–15       | 1a            | 5     | 0     | 1                | 0                | —                       | —                       | —     | —     | 6     | 0     |
| Parma (cedido) · Italia     | Total         | Total         | 5     | 0     | 1                | 0                | 0                       | 0                       | 2     | 0     | 6     | 0     |
| Grêmio (cedido) · Brasil    | 2015          | 1a            | 0     | 0     | 0                | 0                | —                       | —                       | 2     | 0     | 2     | 0     |
| Grêmio (cedido) · Brasil    | Total         | Total         | 0     | 0     | 0                | 0                | 0                       | 0                       | 2     | 0     | 2     | 0     |
| Independiente Argentina     | 2015          | 1a            | 8     | 3     | 0                | 0                | 5                       | 0                       | —     | —     | 13    | 3     |
| Independiente Argentina     | 2016          | 1a            | 10    | 0     | 0                | 0                | 3                       | 0                       | —     | —     | 13    | 0     |
| Independiente Argentina     | 2016–17       | 1a            | 9     | 0     | 0                | 0                | 0                       | 0                       | —     | —     | 9     | 0     |
| Independiente Argentina     | Total         | Total         | 27    | 3     | 0                | 0                | 8                       | 0                       | 0     | 0     | 35    | 3     |
| Peñarol · Uruguay           | 2017          | 1a            | 29    | 15    | —                | —                | 6                       | 0                       | —     | —     | 35    | 15    |
| Peñarol · Uruguay           | 2018          | 1a            | 20    | 10    | —                | —                | 8                       | 4                       | 1     | 1     | 29    | 15    |
| Peñarol · Uruguay           | 2019          | 1a            | 23    | 5     | —                | —                | 8                       | 1                       | 1     | 1     | 32    | 7     |
| Peñarol · Uruguay           | 2020          | 1a            | 26    | 1     | —                | —                | 4                       | 1                       | —     | —     | 30    | 2     |
| Peñarol · Uruguay           | Total         | Total         | 98    | 31    | 0                | 0                | 26                      | 6                       | 2     | 2     | 126   | 39    |
| Plaza Colonia · Uruguay     | 2021          | 1a            | 27    | 4     | 0                | 0                | 0                       | 0                       | 0     | 0     | 27    | 4     |
| Plaza Colonia · Uruguay     | 2022          | 1a            | 9     | 0     | 2                | 1                | 1                       | 0                       | 1     | 0     | 13    | 1     |
| Plaza Colonia · Uruguay     | Total         | Total         | 36    | 4     | 2                | 1                | 1                       | 0                       | 1     | 0     | 40    | 5     |
| Total carrera               | Total carrera | Total carrera | 410   | 64    | 43               | 6                | 106                     | 11                      | 22    | 3     | 581   | 84    |

## Estadísticas en la selección

#### Participaciones en Clasificación de Conmebol para el Mundial
| Eliminatorias                | Resultado       | Partidos | Goles |
| ---------------------------- | --------------- | -------- | ----- |
| Eliminatoria Mundial de 2006 | 5.º repechaje   | 2        | 1     |
| Eliminatoria Mundial de 2010 | 5.º repechaje   | 15       | 0     |
| Eliminatoria Mundial de 2014 | 5.º repechaje   | 17       | 3     |
| Eliminatoria Mundial de 2018 | 2.º clasificado | 13       | 2     |
| Total                        | Total           | 47       | 6     |

#### Participaciones en torneos internacionales
| Competición               | Sede      | Resultado        | Partidos | Goles |
| ------------------------- | --------- | ---------------- | -------- | ----- |
| Copa América 2004         | Perú      | Tercer puesto    | 5        | 0     |
| Copa América 2007         | Venezuela | Cuarto puesto    | 6        | 1     |
| Copa América 2011         | Argentina | 'Campeón'        | 2        | 0     |
| Copa Confederaciones 2013 | Brasil    | Cuarto puesto    | 4        | 0     |
| Mundial 2014              | Brasil    | Octavos de final | 4        | 0     |
| Copa América 2015         | Chile     | Cuartos de final | 4        | 1     |
| Mundial 2018              | Rusia     | Cuartos de final | 5        | 0     |
| Total                     | Total     | Total            | 30       | 2     |

### Total
|               | Partidos | Goles |
| ------------- | -------- | ----- |
| Clubes        | 581      | 84    |
| Selección     | 110      | 11    |
| Total carrera | 691      | 95    |

## Palmarés

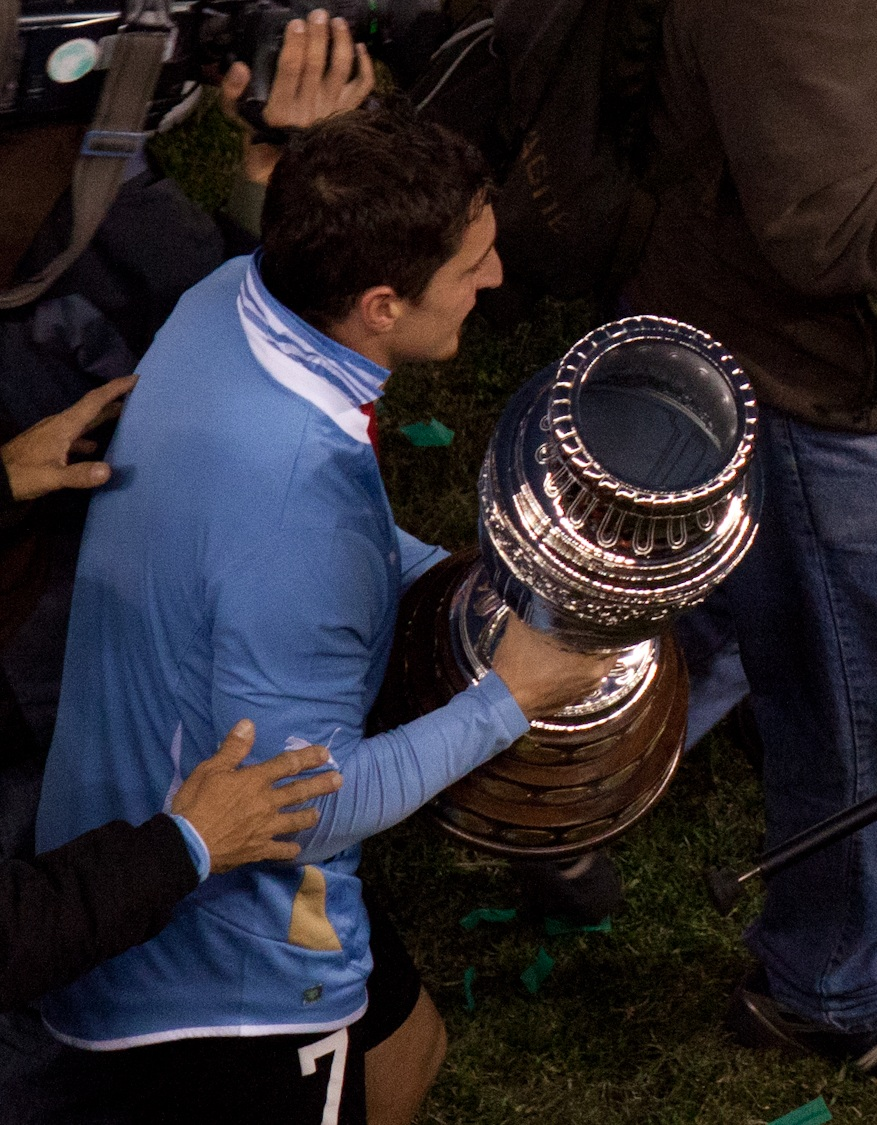
Cristian Rodríguez luego de obtener la Copa América 2011 con.

### Títulos nacionales
| Título                     | Club                      | País     | Año      |
| -------------------------- | ------------------------- | -------- | -------- |
| Torneo Clasificatorio      | Peñarol                   | Uruguay  | 2002     |
| Torneo Clausura            | Peñarol                   | Uruguay  | 2003     |
| Campeonato Uruguayo (1)    | Peñarol                   | Uruguay  | 2003     |
| Liguilla Pre-Libertadores  | Peñarol                   | Uruguay  | 2004     |
| Copa de Francia            | París Saint-Germain F. C. | Francia  | 2006     |
| Primeira Liga (1)          | F. C. Oporto              | Portugal | 2009 (1) |
| Copa de Portugal(1)        | F. C. Oporto              | Portugal | 2009     |
| Copa de Portugal (2)       | F. C. Oporto              | Portugal | 2010     |
| Supercopa de Portugal      | F. C. Oporto              | Portugal | 2010     |
| Primeira Liga (2)          | F. C. Oporto              | Portugal | 2011     |
| Copa de Portugal (3)       | F. C. Oporto              | Portugal | 2011     |
| Primeira Liga              | F. C. Oporto              | Portugal | 2012     |
| Copa del Rey               | Atlético de Madrid        | España   | 2013     |
| Primera División de España | Atlético de Madrid        | España   | 2014     |
| Supercopa de España        | Atlético de Madrid        | España   | 2014     |
| Torneo Clausura            | Peñarol                   | Uruguay  | 2017     |
| Campeonato Uruguayo (2)    | Peñarol                   | Uruguay  | 2017     |
| Supercopa Uruguaya         | Peñarol                   | Uruguay  | 2018     |
| Torneo Clausura            | Peñarol                   | Uruguay  | 2018     |
| Campeonato Uruguayo (3)    | Peñarol                   | Uruguay  | 2018     |
| Torneo Apertura            | Peñarol                   | Uruguay  | 2019     |
| Torneo Apertura            | Plaza Colonia             | Uruguay  | 2021     |

### Títulos internacionales
| Título                 | Equipo             | Sede      | Año  |
| ---------------------- | ------------------ | --------- | ---- |
| Liga Europa de la UEFA | Porto              | Irlanda   | 2011 |
| Copa América           | Uruguay            | Argentina | 2011 |
| Supercopa de Europa    | Atlético de Madrid | Mónaco    | 2012 |

### Distinciones individuales
| Distinción                                                    | Año  |
| ------------------------------------------------------------- | ---- |
| Jugador del partido Uruguay - Jamaica                         | 2015 |
| 100 partidos disputados con la Selección de Fútbol de Uruguay | 2017 |
| Máximo asistidor del Torneo Apertura (5 asistencias)          | 2017 |
| JugadorManyadelMes de septiembre                              | 2017 |
| Mejor jugador del Campeonato Uruguayo 2017                    | 2017 |
| Parte del equipo ideal del Torneo Apertura para Teledoce      | 2018 |
| Parte del equipo ideal del Campeonato Uruguayo (Premio AUF)   | 2018 |
| Once ideal del Campeonato Uruguayo para Referí                | 2018 |
| Jugador del público (Premio AUF)                              | 2018 |